# Dick Murdoch
Pour les articles homonymes, voir Murdoch.
 (avril 2016).
Si vous disposez d'ouvrages ou d'articles de référence ou si vous connaissez des sites web de qualité traitant du thème abordé ici, merci de compléter l'article en donnant les références utiles à sa vérifiabilité et en les liant à la section « Notes et références ».
Hoyt Richard "Dick" Murdoch, né le 16 août 1946 à Waxahachie, Texas et mort le 15 juin 1996, est un lutteur professionnel américain.

## Filmographie
- 1974 : The Wrestler